# 660er
Portal Geschichte | Portal Biografien | Aktuelle Ereignisse | Jahreskalender | Tagesartikel

◄ |
6. Jh. |
7. Jahrhundert
| 8. Jh. | ►

◄ |
630er |
640er |
650er |
660er
| 670er | 680er | 690er | ►

660 |
661 |
662 |
663 |
664 |
665 |
666 |
667 |
668 |
669

## Ereignisse
- 660: Muʿāwiya I. errichtet in Damaskus ein Gegenkalifat gegen ʿAlī ibn Abī Tālib. Beginn der Dynastie der Umayyaden (bis 750).
- 663: Chinesische Truppen der Tang-Dynastie beginnen mit der Eroberung Koreas.
- 664:  Die Synode von Whitby entscheidet sich für die römische Form des Christentums und gegen die iroschottische (orthodoxe).
- 666: Die Araber erobern die letzten Teile Nordafrikas und beseitigen dort die Reste der byzantinischen Herrschaft.
- 667: Die Araber versuchen Sizilien zu erobern, was aber erst im 9. Jahrhundert gelingt.
- 668: Konstantin IV. wird nach der Ermordung seines Vorgängers Konstans II. Kaiser des Byzantinischen Reiches.
- Belagerung von Konstantinopel (668–669) durch die Araber.
- 668: Tang-Dynastie und Silla-Dynastie stürzen die Goguryeo-Dynastie.